# Conversazioni con Goethe
Conversazioni con Goethe o Colloqui con Goethe (in tedesco Gespräche mit Goethe) è un libro di Johann-Peter Eckermann, che raccoglie i colloqui che l'autore ebbe con Goethe negli ultimi nove anni della vita del celebre poeta tedesco.
Quando si incontrano Goethe ha 74 anni ed Eckermann 31, una differenza di 43 anni che si mostra subito nella dedizione e nel rispetto di un uomo verso un altro che ammira. Il libro venne tradotto subito (la prima edizione non in tedesco fu quella statunitense di Margaret Fuller, già nel 1839) ed è un testo di riferimento imprescindibile degli studi goethiani. Friedrich Nietzsche lo ha definito il miglior libro che esista in tedesco ("dem besten deutschen Buche, das es gibt", nel 1878).

## Storia editoriale
I primi due volumi sono usciti a Lipsia nel 1836, il terzo a Magdeburgo nel 1848; poi nel 1884 con l'introduzione di Gustav Moldenhauere; nel 1885 con quella di Heinrich Günther. L'ultima edizione corretta da Ludwig Geiger, sulla quale si basano le edizioni moderne, è del 1902. È stato infatti tradotto in molte lingue; in italiano da Eugenio Donadoni per Laterza (1912-14), da Tomaso Gnoli per Sansoni (1947), da Giovanni Vittorio Amoretti per Utet (1957), da Enrico Bernard (solo una selezione) per E&A (1990) e infine da Ada Vigliani nell'edizione de "I millenni" di Einaudi, a cura di Enrico Ganni, con contributi di Luca Bianco e con prefazione di Hans-Ulrich Treichel (2008).
Pietro Citati riferisce che quando Goethe morì Eckermann si sentì "in esilio", fino a quando sognò il maestro che gli diceva di non essere morto. "Candido, sensibile, infinitamente ricettivo, dotato di un'intelligenza calma e raccolta, si lasciò possedere da quell'immensa forza, che si agitava vicino a lui," e diventandogli a ogni incontro più fedele Eckermann seppe accogliere lo spirito di Goethe come nessun altro.

## Contenuto
(Gespräche mit Goethe, ed. ted. Tempel, 1958, p. 68)
(ivi, p. 674)

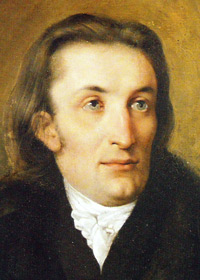
Johann Peter Eckermann

Si raccolgono conversazioni degli ultimi nove anni di vita di Goethe, dichiaratamente riscritte da Eckermann che non vuole apparire come semplice trascrittore, ma interviene con proprie opinioni e indugi letterari, oltre che con materiali biografici della propria vita, ma senza mai perdere la vocazione all'omaggio e l'amore verso colui che considerava il proprio maestro.
Nelle pagine di queste conversazioni, oltre al poeta, sfilano diversi personaggi noti dell'epoca: Napoleone Bonaparte e Friedrich Schiller, George Gordon Byron, Voltaire, ma si parla anche di Thomas Carlyle, Heinrich Heine, Eugène Delacroix, Franz Grillparzer, Adam Mickiewicz, Hegel, Schopenhauer, Molière, Mozart, Felix Mendelssohn, Alessandro Poerio o Manzoni, con pareri di Goethe su diverse opere d'arte, ma anche su scienza, architettura, astronomia, etica, natura. Per quanto non sistematico è quasi un libro di filosofia, con indicazioni epocali e personali su campi diversi, dai sogni all'immortalità, dal ruolo dell'immaginazione all'idea di libertà ecc.

## Edizioni
- (DE) Gespräche mit Goethe in den letzten Jahren seines Lebens. 1823-1832, vol. 1, Leipzig, F. A. Brockhaus, 1836.
- (DE) Gespräche mit Goethe in den letzten Jahren seines Lebens. 1823-1832, vol. 2, Leipzig, F. A. Brockhaus, 1836.
- (DE) Gespräche mit Goethe in den letzten Jahren seines Lebens, vol. 3, Magdeburg, Heinrichshofen'sche Buchhandlung, 1848.
- (DE) Gespräche mit Goethe in den letzten Jahren seines Lebens, in  Johann Wolfgang Goethe, Gedenkausgabe der Werke, Briefe und Gespräche, a cura di Ernst Beutler, vol. 24, Zürich, Artemis Verlag, s.d. (1949).

### In italiano
- Colloqui col Goethe, trad. di Eugenio Donadoni, Collana Scrittori Stranieri, 2 voll., I° traduzione italiana, Bari, Laterza, 1912-1914.
- Colloqui con Goethe, trad., prefazione e note a cura di Tomaso Gnoli, Collana Mnemosyne, Sansoni, Firenze, 1947.
- Goethe a colloquio, a cura di Barbara Allason, Collana Memorie, viaggi e carteggi vol.II, De Silva Editore, Torino, 1947.
- Colloqui con il Goethe, testo a cura di Giovanni Vittorio Amoretti, trad. A. Cori, Collana I Grandi Scrittori Stranieri, 2 volumi, UTET, Torino, 1957.
- Conversazioni con Goethe negli ultimi anni della sua vita, trad. di Ada Vigliani, prefazione di Hans Ulrich Treichel, contributi di Luca Bianco, a cura di Enrico Ganni, Collezione I Millenni, Einaudi, Torino, 2008, ISBN 978-88-06-16866-7.
- Come si diventa poeti. Il libro verità dell'autore dei colloqui con Goethe. A cura di Enrico Bernard. Presentazione di Carlo Bernari, E & A, 1990.